# Tye Green
 (avril 2023).
Tye Green est un village de l'Essex, en Angleterre, situé dans le district non-métropolitain de Braintree.